# Yemişanlı (Qəbələ)
Yemişanlı è un comune dell'Azerbaigian situato nel distretto di Qəbələ. Conta una popolazione di 755 abitanti.